# 锡亚涅河畔圣塞泽尔
锡亚涅河畔圣塞泽尔（法語：Saint-Cézaire-sur-Siagne，法語發音：[sɛ̃ sezɛʁ syʁ sjaɲ]）是法国滨海阿尔卑斯省的一个市镇，属于格拉斯区。

## 地理
锡亚涅河畔圣塞泽尔（43°38'56"N, 6°47'34"E）面积30.02 平方千米，位于法国普罗旺斯-阿尔卑斯-蓝色海岸大区滨海阿尔卑斯省，该省份为法国东南部沿海省份，南濒地中海，西南至瓦尔省，西北接上普罗旺斯阿尔卑斯省，北部和东部与意大利接壤。
与锡亚涅河畔圣塞泽尔接壤的市镇（或旧市镇、城区）包括：埃斯克拉尼奥勒、圣瓦利耶德蒂耶、斯佩拉塞德、勒蒂涅、卡利扬、蒙斯、蒙托鲁。

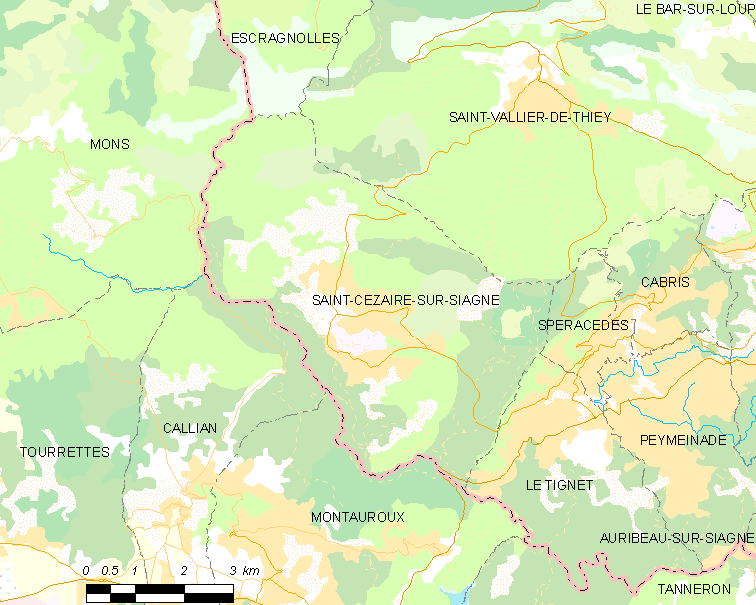
锡亚涅河畔圣塞泽尔的OSM定位图

锡亚涅河畔圣塞泽尔的时区为UTC+01:00、UTC+02:00（夏令时）。

## 行政
锡亚涅河畔圣塞泽尔的邮政编码为06530，INSEE市镇编码为06118。

## 政治
锡亚涅河畔圣塞泽尔所属的省级选区为格拉斯第一县。

## 人口

1962-2008年间锡亚涅河畔圣塞泽尔人口变化图示

锡亚涅河畔圣塞泽尔于2022年1月1日时的人口数量为3971人。